# Moyeuvre-Petite
Moyeuvre-Petite är en kommun i departementet Moselle i regionen Grand Est (tidigare regionen Lorraine) i nordöstra Frankrike. Kommunen ligger i kantonen Moyeuvre-Grande som tillhör arrondissementet Thionville-Ouest. År 2022 hade Moyeuvre-Petite 443 invånare.

## Befolkningsutveckling
Antalet invånare i kommunen Moyeuvre-Petite
| Referens: INSEE |